# Polyrhachis lombokensis
Polyrhachis lombokensis é uma espécie de formiga do gênero Polyrhachis, pertencente à subfamília Formicinae.